# Atenuante
En derecho penal, las atenuantes son las circunstancias modificativas de la responsabilidad criminal que moderan la pena señalada para un delito.
Las circunstancias que modifican la responsabilidad que se contrae al cometer un delito, contribuyen a medir de forma adecuada la pena que extinguirá esta responsabilidad. La existencia de una infracción penal depende de la presencia de todas las características que componen el tipo penal, pero el presupuesto generador de la pena no se agota en las características que fundamentan la responsabilidad criminal, puesto que en el hecho delictivo o a su alrededor, pueden aparecer otros factores que delimiten la gravedad de la pena, siendo los atenuantes uno de estos factores modificativos.
Los ordenamientos jurídicos frecuentemente conceden arbitrio judicial para la apreciación de las circunstancias atenuantes.

## Atenuantes en el derecho penal español
El Código Penal de España regula estas circunstancias en su artículo 21, al considerar atenuantes las siguientes:  
- causas eximentes incompletas
- grave adicción a drogas u otras sustancias previstas en la ley
- arrebato, obcecación u estado pasional semejante
- confesión o arrepentimiento
- reparación del daño causado
- dilaciones extraordinarias o indebidas
- circunstancias análogas.

Existen atenuantes comunes a todos los hechos delictivos o particulares en alguno de ellos. El parentesco, puede tener efectos atenuantes según la naturaleza, los motivos y los efectos del delito de que se trate. El catálogo de atenuantes ha venido reduciéndose en el derecho español. La reforma penal de 1983 reconocía diez atenuantes, mientras que el código de 1995 los redujo, al hacer desaparecer las atenuantes de minoría relativa de edad, embriaguez y preterintencionalidad; mientras que introdujo el atenuante de adicción a drogas y desdobló el tradicional atenuante de arrepentimiento espontáneo por la confesión y reparación del daño causado.
El código español regula también la eficacia de las atenuantes en la determinación de la pena: 
- La estimación de una eximente incompleta implica la imposición de la pena inferior en uno o dos grados a la señalada por la ley para el delito apreciado, mientras que la concurrencia de una sola atenuante sin agravantes implica la aplicación de la pena en la mitad inferior de la prevista para el delito.
- La apreciación de dos o más atenuantes, o una o varias muy cualificadas, sin la existencia agravantes, determina la imposición de la pena inferior en uno o dos grados a la establecida por la ley.
- La estimación de una o más atenuantes con alguna o varias agravantes supone la compensación racional de las circunstancias, pudiéndose en principio recorrer todo el marco penal asociado a la conducta delictiva, aunque si las atenuantes tienen un peso cualificado se impone la pena inferior en grado y si el valor de especial intensidad corresponde a las agravantes, la pena se aplica en su mitad superior.